# Aziz (serial televisivo)
Aziz è un serial televisivo turco composto da 28 puntate, trasmesso su Show TV dal 5 novembre 2021 al 3 giugno 2022, con protagonisti Murat Yıldırım, Damla Sönmez e Simay Barlas.

## Trama
Aziz Paidar, dopo aver ucciso un soldato francese, ha dovuto lasciare la sua terra natale. Ha lasciato non solo la patria, ma anche il suo grande amore: Dilruba Paşazadeoğlu. Anni dopo, torna a casa e apre le porte a una nuova vita.

## Episodi
| Stagione       | Episodi | Prima TV Turchia | Prima TV Italia |
| -------------- | ------- | ---------------- | --------------- |
| Prima stagione | 28      | 2021-2022        | inedita         |

## Personaggi e interpreti

### Personaggi principali
- Aziz Payidar (episodi 1-28), interpretato da Murat Yıldırım. È il figlio di Edip e marito di Dilruba, la quale è il suo unico amore.
- Dilruba Paşazadeoğlu (episodi 1-28), interpretata da Damla Sönmez. È la nipote di Paşazade e moglie di Aziz, il quale è il suo unico amore.
- Efnan (episodi 1-28), interpretata da Simay Barlas. È una ragazza del villaggio e creatrice di tappeti. Ha incontrato Aziz, l'amore della sua vita, e lo ha sempre sostenuto nella sua lotta, con il quale si è sposata per poi divorziare.
- Galip Payidar (episodi 1-28), interpretato da Ahmet Mümtaz Taylan. È il leader degli stakeholder, padre di Adem e Maksude e lo zio di Aziz.
- Pierre Martin (episodi 1-28), interpretato da Fırat Tanış. È un delegato francese in servizio ad Antiochia. Col tempo si innamora di Efnan e si ritrova a non andare d'accordo con Aziz su molte questioni.
- Adem Payidar (episodi 1-28), interpretato da Güven Murat Akpınar. È l'unico figlio di Galip. Quando Aziz lasciò la città, si fidanzò con Dilruba e in seguito si sposò.

### Personaggi secondari
- Mustafa (episodi 1-13), interpretato Baran Akbulut. È un uomo che lavora nel laboratorio di Aziz, ha perso la moglie e ha cinque figli. È innamorato di Maksude e viene sparato e ucciso da Kenan.
- Kenan Payidar (episodi 1-28), interpretato da Eren Hacısalihoğlu. È il figlio illegittimo di Edip. Ha sparato a Mustafa.
- Handan Payidar (episodi 1-28), interpretata da Ayten Soykök.È la seconda moglie di Galip e madre di Dilruba.
- Nigar Payidar (episodi 1-28), interpretata da Füsun Demirel. È la zia dei Payidar.
- Hatice Ana (episodi 1-28), interpretata da Meral Çetinkaya. È la madre di Zülfikar e dopo la morte di quest'ultimo la sua unica speranza era Aziz.
- Azime (episodi 1-28), interpretata da Suzan Kardeş. È la moglie di Cemo e lavora come domestica nella villa di Aziz.
- Maksude Payidar (episodi 1-28), interpretata da Elif Sönmez. È la figlia di Galip, sorella di Adem ed è innamorata di Mustafa.
- Cemal "Cemo" (episodi 1-28), interpretato da Cenan Çamyurdu. È il marito di Azime e lavora nella villa di Aziz.
- Selahattin (episodi 1-28), interpretato da Haydar Köyel. È lo zio di Kenan e possiede una taverna. Stabilisce segretamente la connessione tra Aziz e Ankara.
- Aslan (episodi 1-28), interpretato da Berkay Akın. È il maggiordomo che lavora nella villa di Galip.
- Fransuar (episodi 1-28), interpretato da Korcan Kol. È uno degli uomini di Pierre.
- Zülfikar (episodio 1), interpretato da Erdem Akakçe. È il figlio di Hatice. Viene impiccato a morte per ordine di Pierre.

## Produzione
La serie è diretta da Recai Karagöz, scritta da Eda Tezcan, Ali Onur Sütsataner e Volkan Yazıcı e prodotta da O3 Medya.

### Riprese
Le riprese sono state effettuate ad Antiochia, Istanbul e nel distretto di Kaynarca, in provincia di Sakarya.

## Promozione
L'esordio della serie, previsto per il 5 novembre 2021, è stato annunciato il 25 ottobre attraverso i profili social della serie, di Show TV e della società di produzione O3 Medya. I primi promo sono stati rilasciati da Show TV dal 7 ottobre 2021, mentre il poster della serie è stato rilasciato il 14 ottobre.